# Rhaphidorrhynchium confertissimum
Rhaphidorrhynchium confertissimum är en bladmossart som beskrevs av Brotherus 1925. Rhaphidorrhynchium confertissimum ingår i släktet Rhaphidorrhynchium och familjen Sematophyllaceae. Inga underarter finns listade i Catalogue of Life.